# Братство розенкрейцеров

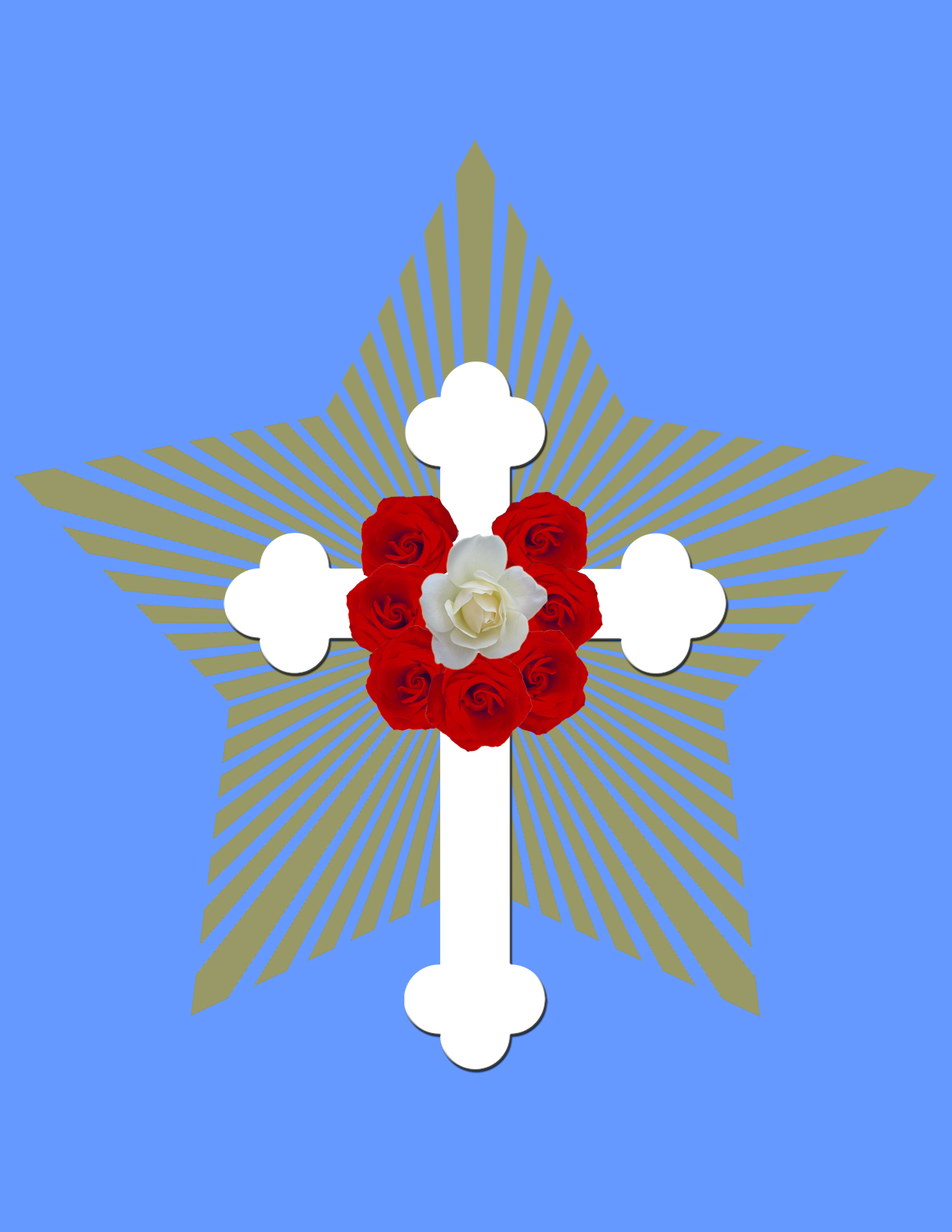
Эмблема Братства розенкрейцеров

«Братство розенкрейцеров» (англ. The Rosicrucian Fellowship (TRF)) — действующая международная ассоциация христианской мистики, основанная в Сиэтле (США) в августе 1909 года теософом и розенкрейцером Максом Генделем (1865—1919), с целью возвестить эпоху Водолея и сделать доступной «истинную философию» розенкрейцеров. Братство заявляет, что владеет эзотерическими христианскими тайнами и знаниями, о которых говорится в Евангелиях от Матфея (Матф. 13:11) и Луки (Лук. 8:10), и называет себя местом единения искусства, религии и науки и подготовки человека посредством гармоничного развития ума и сердца для самоотверженного служения человечеству.
Братство розенкрейцеров проводит службы, направленные на духовное исцеление, и предлагает заочные курсы по эзотерическому христианству, философии, «духовной астрологии» и библейской интерпретации. Штаб-квартира расположена на горе Экклесия в Ошенсайде, штат Калифорния, а ученики находятся во всём мире, организованные в центрах и учебных группах. Декларированная задача братства — обнародовать научный метод развития, особо предназначенный для западных людей, с помощью которого можно сформировать «Душевное тело» (Soul body), чтобы человечество могло приблизить Второе Пришествие.

## Предыстория
В 1908 году Макс Гендель начал в Нью-Йорке работу по переписыванию предыдущих сочинений учения на немецком языке, якобы написанного по указанию братьев-основателей в их храме у границы с Богемией и Германией. Гендель переехал в Буффало, Нью-Йорк, где закончил машинописную запись в сентябре 1908 года. Работа, названная Космоконцепция розенкрейцеров, была пересмотрена и напечатана в ноябре 1909 года.
Первое издание насчитывало 2500 экземпляров, напечатанных в Чикаго, было распродано уже через шесть месяцев, но стало известно, что 2000 из них были предоставлены издателем в качестве оплаты долгов издательства другим издателям. Сразу же был заказан большой второй выпуск: первый платеж был сделан благодаря помощи Августы Фосс, которая станет женой Макса Генделя. На этот раз два книготорговца купили треть тиража, прежде чем он был получен из печати.

## Основание
Формальная конституция Братства розенкрейцеров появилась 8 августа 1909 года в Сиэтле, штат Вашингтон, в 3 часа ночи. Первый учебный центр розенкрейцеров уже был сформирован в Колумбусе, штат Огайо, 14 ноября 1908 года, где Гендель читал лекции и преподавал в течение нескольких месяцев. После каждой лекции он раздавал зрителям бесплатные мимеографические копии; эти двадцать лекций были напечатаны в 1909 году вместе с первым выпуском Космоконцепцией розенкрейцеров под названием The Rosicrucian Christianity Lectures. Центр в Колумбусе сопровождался центрами в Северном Якиме в Вашингтоне (ноябрь 1909 года), Портленде в Орегоне и Лос-Анджелесе, Калифорния (27 февраля 1910 года), где жила подруга-теософ Генделя Августа Фосс. В Лос-Анджелесе Макс Гендель три раза в неделю проводил конференции для аудитории почти в тысячу человек с 29 ноября 1909 года по 17 марта 1910 года.
28 октября 1911 года международная штаб-квартира организации, которая до сих пор используется сегодня, была открыта на горе Экклесия в Ошенсайде, штат Калифорния. Памятная церемония представляла собой установление большого креста с инициалами C.R.C. (в честь Христиана Розенкрейца, легендарного главы первоначального ордена), написанными позолоченными буквами на трех верхних концах и с восходящей розой. Розенкрейцерский монастырский храм под названием «Экклесия» был воздвигнут с целью предоставления более мощных средств для исцеления болезней и открыт 25 декабря 1920 года. Ежедневно здесь проводятся собрания духовного исцеления.

## Об учителях (12 великих адептов)
Согласно Максу Генделю, невидимый Орден Розового Креста существует во внутренних мирах, был основан в 1313 году и состоит из двенадцати великих адептов, принадлежащих к человеческой эволюции, но уже продвинутых далеко за пределы цикла возрождения. Их миссия объясняется стремлением подготовить весь широкий мир к новому этапу религии, который включает в себя осознание внутренних миров и тонких тел, а также дать безопасное руководство в постепенном пробуждении скрытых духовных способностей человека: «подготовить новую фазу христианской религии, которая будет использоваться в предстоящем периоде.»

## Членство
При вступлении в Братство розенкрейцеров взнос не взимается, оно финансируется за счет пожертвований. Братство признает семь градусов, но его учение основывается на системе из трех градусов: обычного ученика, стажера и ученика.
После двухлетнего срока пребывания в качестве постоянного ученика братства человек, который воздерживается от всякой плоти, табака, наркотиков, способствующих изменению сознания, и алкоголя, может подать заявку на степень стажера. Когда Стажер выполнил необходимые требования и завершил испытательный срок, он может отправить запрос на индивидуальную инструкцию. Доступ к классу учеников предоставляется по заслугам, после того, как он был принят в ученичество, последующее Духовное раскрытие продвинутой души в Ордене Креста Розы осуществляется в процессе девяти «малых» посвящений.

## Учение
Учение школы провозглашает, что человек — это Дух со всеми силами Бога, силы, которые медленно развертываются в серии существ (перерождений) в постепенно улучшающемся теле, процесс под руководством возвышенных Существ, упорядочивающих наши шаги, поскольку человек постепенно приобретает интеллект и волю. Для этого мы живем многими жизнями все более тонкой фактуры и нравственного характера. Через «Закон причины и следствия» мы постоянно вводим новые причины в действие, которые создадут новую судьбу для баланса и улучшения старой судьбы, принесенной из прошлого. Все причины, приводимые в действие в одной жизни, не могут вызреть в одном существовании, но «что бы ни посеял человек, он это пожнет».

#### Американская
- A Student, Etheric Vision and What It Reveals, ISBN 978-0-911274-59-2, 110 pages www Архивная копия от 16 декабря 2017 на Wayback Machine
- Bacher, Elman, Studies In Astrology (complete set of 9 volumes), ISBN 978-0-911274-99-8, 907 pages, 1990 www Архивная копия от 18 декабря 2017 на Wayback Machine
  - Volume 1, The Accuracy of Astrology, ISBN 978-0-911274-50-9, 94 pages
  - Volume 2, The Outer Planets, ISBN 978-0-911274-51-6, 104 pages
  - Volume 3, The Astrologer, ISBN 978-0-911274-52-3, 94 pages
  - Volume 4, Aspects — «Bad» and «Good», ISBN 978-0-911274-53-0, 99 pages
  - Volume 5, The Astrologer as Scientist, Artist and Priest-Teacher, ISBN 978-0-911274-54-7, 98 pages
  - Volume 6, The Point, Line, and Circle, ISBN 978-0-911274-55-4, 98 pages
  - Volume 7, Astrology — The Art of Arts, ISBN 978-0-911274-56-1, 100 pages
  - Volume 8, The Wedding Chart and Marriage, ISBN 978-0-911274-57-8, 107 pages
  - Volume 9, The Light, The Astrological Path, ISBN 978-0-911274-58-5, 112 pages
- Badibanga, Fox Ngandu, Global Warming and Al Gore Faustus Adventures inside the Earth, ISBN 978-0-615-28967-0, 2009
- Heline, Corinne, New Age Bible Interpretation, 1930s (magnum opus with various editions; various works: a list of books Архивная копия от 4 декабря 2017 на Wayback Machine):
  - Old Testament:
    - Vol I Five Books of Moses and Joshua, 480 pages
    - Vol II Part I. Solomon and the Temple Builders — Part II. Books of Initiation, 469 pages
    - Vol III Part I. The Promise — Part II. The Preparation, 536 pages

  - New Testament:
    - Vol IV Preparation for Coming of the Light of the World, 143 pages
    - Vol V The Christ and His Mission, 237 pages
    - Vol VI The Work of the Apostles and Paul and Book of Revelation (The Three Degrees of Discipleship Архивная копия от 7 января 2018 на Wayback Machine), 262 pages
    - Vol VII Mystery of the Christos (The Harp of David Архивная копия от 9 апреля 2018 на Wayback Machine, The Twelve Holy Days Архивная копия от 23 мая 2006 на Wayback Machine), 309 pages
- Glover, Elsa M., Science and Religion, ISBN 978-0-533-07048-0, Vantage Press (New York), 1987 www
- Glover, Elsa M., The Aquarian Age, ISBN 978-0-533-07338-2, Vantage Press, 1987 www
- Lewis, Robert C., The Sacred Word and its Creative Overtones, ISBN 978-0-88112-021-9, 163 pages
- Lewis, Robert C., Silver Cord and the Seed Atoms, ISBN 978-0-911274-74-5, 49 pages
- Parchment, Samuel Richard (1881—1946), Freemasonry at the Rosicrucian Fellowship, ISBN 978-1-4253-2214-4, 48 pages
- Rich, Annet C., Christ or Buddha?, ISBN 978-0-7661-9165-5, 1914 www Архивная копия от 10 декабря 2017 на Wayback Machine
- Scott, John P., The Hidden Bible, ISBN 978-0-7661-8540-1, 1935, 372 pages
- Scott, John P., Four Gospels Esoterically Interpreted, ISBN 978-1-56459-804-2, 1937, 176 pages
- Scott, John P., Esoteric Bible Dictionary, ISBN 978-1-56459-913-1, 112 pages
- Swainson, Esme, Rex and Zendah (Illustrated), ISBN 978-0-911274-61-5, 112 pages
- Tucker, Prentiss, In the Land of the Living Dead, ISBN 978-0-911274-83-7, 1929 www Архивная копия от 24 сентября 2006 на Wayback Machine
- Tuttle, Amber M., The Work of Invisible Helpers, ISBN 978-1-56459-676-5, 1945, 644 pages link to .zip (14 TXT files) Архивная копия от 4 марта 2016 на Wayback Machine
- Various authors, Aquarian Age Stories for Children (complete set of 7 volumes), ISBN 978-0-911274-94-3, 1951
- Various authors, Sunday School Lessons (set of 6 volumes), ISBN 978-0-911274-63-9
- Various authors, Complete Children’s Collection (set of 17 volumes, including Aquarian Age Stories for Children and Sunday School Lessons collections, Rex and Zendah, plus «Rosicrucian Principles of Child Training» and two volumes of «Your Child’s Horoscope»), ISBN 978-0-911274-26-4
- Various authors, Rosicrucian Ephemeris 1900—2000: At Midnight, 0 Hour Tdt, ISBN 978-2-902450-20-6, December 1983
- Various authors, The Rosicrucian Ephemeris: 2000—2100 12H Tdt (Noon), ISBN 978-0-911274-24-0, June 1992

#### Комментарии третьих сторон
- Bayard, Jean-Pierre, Les Rose-Croix (subchapter of third chapter: L’Association Rosicrucienne Max Heindel), M.A. Éditions, Paris, 1986
- Lindgren, Carl Edwin, The Rose Cross: A Historical and Philosophical View (section of Chapter III: The Rosicrucian Fellowship), Journal of Religion and Psychical Research, Volume19, Number 3:143-152, 1995 www
- Martin, Walter, The Kingdom of the Cults, Minneapolis: Bethany House Publishers, 1965, 1977, 1985, p. 507 (included in appendix)